# Прибынь (Черниговская область)
Прибы́нь (укр. Прибинь) — село в Корюковском районе Черниговской области Украины. Население 661 человек. Занимает площадь 2,424 км².
Код КОАТУУ: 7422487001. Почтовый индекс: 15311. Телефонный код: +380 4657.

## Власть
Орган местного самоуправления — Прибынский сельский совет. Почтовый адрес: 15311, Черниговская обл., Корюковский р-н, с. Прибынь, ул. Гагарина, 2.